# Julian Reid
Julian Chiagoziem Reid (Kingston, 23 settembre 1988) è un triplista e lunghista giamaicano naturalizzato britannico.

## Palmarès
| Anno                                  | Manifestazione | Sede      | Evento         | Risultato | Prestazione | Note                                     |
| ------------------------------------- | -------------- | --------- | -------------- | --------- | ----------- | ---------------------------------------- |
| In rappresentanza della Giamaica      |                |           |                |           |             |                                          |
| 2008                                  | Campionati CAC | Cali      | Salto in lungo | 4º        | 7,76 m      |                                          |
| 2009                                  | Mondiali       | Berlino   | Salto triplo   | 27º (q)   | 16,49 m     |                                          |
| In rappresentanza della Gran Bretagna |                |           |                |           |             |                                          |
| 2011                                  | Universiadi    | Shenzhen  | Salto in lungo | Bronzo    | 7,96 m      |                                          |
| 2011                                  | Universiadi    | Shenzhen  | Salto triplo   | 5º        | 16,61 m     |                                          |
| 2012                                  | Europei        | Helsinki  | Salto in lungo | 21º (q)   | 7,73 m      |                                          |
| 2014                                  | Europei        | Zurigo    | Salto triplo   | 13º (q)   | 16,76 m     |                                          |
| 2016                                  | Europei        | Amsterdam | Salto triplo   | Bronzo    | 16,76 m     | Miglior prestazione personale stagionale |
| 2019                                  | Europei indoor | Glasgow   | Salto triplo   | 17º (q)   | 15,93 m     |                                          |